# AGOVV in het seizoen 1970/71
Het seizoen 1970/1971 was het 17e en laatste jaar in het bestaan van de Apeldoornse betaaldvoetbalclub AGOVV. De club kwam uit in de Tweede divisie en eindigde daarin op de negende plaats. Tevens deed de club mee aan het toernooi om de KNVB beker, hierin werd in de eerste ronde verloren van Feijenoord (0–5). Na het seizoen werd duidelijk dat bij de sanering van het betaald voetbal in Nederland er een aantal clubs noodgedwongen moesten verdwijnen naar de amateurs. AGOVV was op basis van de criteria (gemiddelde van het aantal betalende toeschouwers over de afgelopen vijf jaar) van de KNVB een van de elf clubs die moesten verdwijnen uit het betaald voetbal. De club werd opnieuw ingedeeld in de derde klasse amateurs. Tot 2003 verbleven ze in de amateurklasses, waarna ze opnieuw voor hun kans in het betaald voetbal gingen.

## Wedstrijdstatistieken

### Tweede divisie
|       | Baronie | SC Drente | EDO   | Eindhoven | Fortuna | Gooiland | Hermes DVS | Limburgia | NOAD  | PEC   | RBC   | RCH   | Roda JC | De Volewijckers | FC VVV | ZFC   |
| ----- | ------- | --------- | ----- | --------- | ------- | -------- | ---------- | --------- | ----- | ----- | ----- | ----- | ------- | --------------- | ------ | ----- |
| Thuis | 0 – 1   | 0 – 0     | 2 – 1 | 1 – 0     | 0 – 0   | 1 – 2    | 1 – 0      | 2 – 2     | 1 – 1 | 1 – 3 | 2 – 0 | 3 – 0 | 0 – 1   | 0 – 1           | 1 – 1  | 2 – 2 |
| Uit   | 1 – 4   | 1 – 2     | 0 – 2 | 1 – 1     | 0 – 2   | 2 – 0    | 2 – 0      | 3 – 0     | 1 – 1 | 5 – 0 | 2 – 0 | 4 – 0 | 1 – 4   | 3 – 0           | 0 – 1  | 0 – 1 |

### KNVB Beker
| 1e ronde                                      | AGOVV | 0 – 5 (0 – 4) | Feijenoord                                                                  |
| 16 augustus 1970 Plaats: Apeldoorn Berg & Bos |       |               | 4', 26' Ove Kindvall 9' Henk Wery 14' Willem van Hanegem 80' Joop van Daele |

## Statistieken AGOVV 1970/1971

### Eindstand AGOVV in de Nederlandse Tweede divisie 1970 / 1971
| Stand | Gespeeld | Gewonnen | Gelijk | Verloren | Punten | Doelpunten voor | Doelpunten tegen |
| ----- | -------- | -------- | ------ | -------- | ------ | --------------- | ---------------- |
| e     | 32       | 12       | 8      | 12       | 32     | 35              | 41               |

### Topscorers
| #      | Naam              | Goal |
| ------ | ----------------- | ---- |
| 1.     | Arie Beekman      | 9    |
| 2.     | Jacques Wentink   | 8    |
| 3.     | Adrie Steenbergen | 4    |
| 4.     | Leo van de Kraats | 3    |
| 5.     | Cor Adelaar       | 2    |
| 5.     | Herman Berends    | 2    |
| 5.     | Nico Simons       | 2    |
| 8.     | Pavle Dolezar     | 1    |
| 8.     | Jan van Eijck     | 1    |
| 8.     | Bernard de Goede  | 1    |
| 8.     | Dick Mulderij     | 1    |
| Totaal | Totaal            | 35   |

| #      | Naam        | Goal |
| ------ | ----------- | ---- |
| –      | Geen speler | –    |
| Totaal | Totaal      | 0    |

## Voetnoten
AGOVV · Baronie · SC Drente · EDO · Eindhoven · Fortuna · Gooiland · Hermes DVS · Limburgia · NOAD · PEC · RBC · RCH · Roda JC · De Volewijckers · FC VVV · ZFC